# Фігурне катання на зимових Олімпійських іграх 1998
Змагання з фігурного катання на зимових Олімпійських іграх 1998 тривали з 8 до 20 лютого на арені Біле кільце в Наґано (Японія).

### Таблиця медалей
| Місце               | Країна              | Золото | Срібло | Бронза | Загалом |
| ------------------- | ------------------- | ------ | ------ | ------ | ------- |
| 1                   | Росія               | 3      | 2      | 0      | 5       |
| 2                   | США                 | 1      | 1      | 0      | 2       |
| 3                   | Канада              | 0      | 1      | 0      | 1       |
| 4                   | Франція             | 0      | 0      | 2      | 2       |
| 5                   | Китай               | 0      | 0      | 1      | 1       |
| 5                   | Німеччина           | 0      | 0      | 1      | 1       |
| Загалом (6 збірних) | Загалом (6 збірних) | 4      | 4      | 4      | 12      |

## Чемпіони та призери

### Медалісти
| Дисципліна                  | Золото                                     | Срібло                                       | Бронза                                        |
| --------------------------- | ------------------------------------------ | -------------------------------------------- | --------------------------------------------- |
| Одиночне катання (чоловіки) | Ілля Кулик · Росія                         | Елвіс Стойко · Канада                        | Філіп Канделоро · Франція                     |
| Одиночне катання (жінки)    | Тара Ліпінські · США                       | Мішель Кван · США                            | Чень Лу · Китай                               |
| Парне катання               | Оксана Казакова · / Артур Дмитрієв · Росія | Олена Бережна · / Антон Сихарулідзе · Росія  | Манді Вецель · / Інго Штоєр · Німеччина       |
| Танці на льоду              | Оксана Грищук · / Євген Платов · Росія     | Анжеліка Крилова · / Олег Овсянников · Росія | Марина Анісіна · / Гвендаль Пейзера · Франція |

### Країни-учасниці
У змаганнях з фігурного катання на Олімпійських іграх у Наґано взяли участь спортсмени 35-ти країн.
- Вірменія
- Австралія
- Австрія
- Азербайджан
- Болгарія
- Канада
- Китай
- Китайський Тайбей
- Хорватія
- Чехія
- Данія
- Естонія
- Фінляндія
- Франція
- Велика Британія
- Угорщина
- Ізраїль
- Італія
- Японія
- Казахстан
- Литва
- Люксембург
- Польща
- Румунія
- Росія
- Словаччина
- Словенія
- Південно-Африканська Республіка
- Південна Корея
- Іспанія
- Швейцарія
- Швеція
- Україна
- США
- Узбекистан